# クラフト粘着テープ
クラフト粘着テープ（クラフトねんちゃくテープ、英: Kraft paper adhesive tape）は、基材（支持体）にクラフト紙を使った粘着テープである。主に段ボール箱の梱包（封緘）用として使用される。クラフトテープとも呼ばれる。（紙製の）ガムテープと呼ばれることも多いが、誤用である。

## 概要
一般的には、クラフト紙特有の淡褐色（クラフト色）をしている。漂白クラフト紙を使った白いものや、着色によりカラフルな色をしたもの、企業のロゴやキャラクターが印刷されたものも存在する。はさみやカッターナイフが無くても、手でちぎって使用することが出来る。
一般的なクラフト粘着テープの場合、テープの表面はポリエチレンなどの合成樹脂でラミネート加工されており、その上にシリコーン系のはく離剤が塗られているので、表面は滑らかで光沢があり、水や油をはじく。それゆえ、水性インキ・油性インキ・鉛筆のいずれでも字を書くことが出来ない。また、重ね貼りでは接着力が極端に落ちる。非シリコーン系のはく離剤を使用した、「３機能タイプ」のクラフトテープであれば、表面に油性ペンで字を書くことが出来る上に、重ね貼りしても接着力がほとんど落ちない。
近年では『脱プラスチック』の風潮から、プラスチック製のOPPテープから紙製のクラフトテープへ回帰する動きもみられるが、上述の通り一般的なクラフトテープにはプラスチックのラミネート加工が施されている事には注意が必要である。ラミネート加工のない環境対応型のクラフトテープも販売されている。

## 紙リサイクルでの注意点
クラフト粘着テープの基材は紙だが、不溶性の粘着剤とポリエチレンのラミネートを含むため、紙のリサイクルラインに混ざると品質低下などトラブルの元となる。古紙ダンボールの回収で、粘着テープで止めるべきでないと言われるのはこのためである。すでに貼られたクラフト粘着テープも剥がすのが望ましい。
ラミネート加工がなく、粘着剤も水溶性の製品であれば、問題なくリサイクルに混ぜられる。

## 主なメーカー（国内）
- 積水化学工業 … クラフト粘着テープの日本トップシェア
- ニチバン
- 菊水テープ … 環境対応型のクラフト粘着テープを販売
- オカモト